# 2015–2016-os női EHF-bajnokok ligája (csoportkör)
Ez a cikk ismerteti a 2015–2016-os női EHF-bajnokok ligája csoportköreinek az eredményeit.

## Formátum
A csoportkörben a 16 részt vevő csapatot négy darab négycsapatos csoportra osztották. A csoporton belül a csapatok oda-vissza vágós rendszerű körmérkőzést játszottak egymással. A csoportok első három helyezettjei jutottak a középdöntőbe, ahová az egymás ellen elért eredményeiket továbbvitték.
Azonos pontszám esetén az alábbiak szerint döntik el a sorrendet:
1. Egymás elleni mérkőzéseken szerzett több pont,
2. Egymás elleni mérkőzések alapján számolt gólkülönbség,
3. Egymás elleni mérkőzéseken lőtt több gól,
4. A csoport összes meccse alapján számolt gólkülönbség,
5. A csoportban lőtt gólok száma,
6. Sorsolás.

## Csoportkör

### Kiemelések
A csoportkör sorsolásakor alkalmazott kiemeléseket az alábbi táblázat tartalmazza. A sorsolást 2015. június 26-án tartották.
| 1-es kalap                                              | 2-es kalap                             | 3-as kalap                                                       | 4-es kalap                                                  |
| ------------------------------------------------------- | -------------------------------------- | ---------------------------------------------------------------- | ----------------------------------------------------------- |
| FTC-Rail Cargo Hungaria Budućnost Larvik HK Midtjylland | Vardar Krim CSM Bucharest Thüringer HC | Rosztov-Don IK Sävehof Hypo Niederösterreich Podravka Koprivnica | Fleury Loiret HB MKS Selgros Lublin Győri ETO HCM Baia Mare |

### A csoport
| #  | Csapat            | M | Gy | D | V | G+  | G–  | Gk  | P  |
| -- | ----------------- | - | -- | - | - | --- | --- | --- | -- |
| 1. | Rosztov-Don       | 6 | 6  | 0 | 0 | 173 | 148 | +25 | 12 |
| 2. | Larvik HK         | 6 | 4  | 0 | 2 | 173 | 153 | +20 | 8  |
| 3. | HCM Baia Mare     | 6 | 2  | 0 | 4 | 165 | 162 | +3  | 4  |
| 4. | RK Krim Ljubljana | 6 | 0  | 0 | 6 | 160 | 208 | –48 | 0  |

| 2015. október. 16. 19:00 | RK Krim Ljubljana | 27–33       | HCM Baia Mare     | Arena Stožice, Ljubljana Nézőszám: 1500 Játékvezetők: Sigurjónsson, Pétursson (ISL) |
| 2015. október. 16. 19:00 | Mavsar 12         | (15–16)     | Abbingh, Pineau 9 | Arena Stožice, Ljubljana Nézőszám: 1500 Játékvezetők: Sigurjónsson, Pétursson (ISL) |
| 2015. október. 16. 19:00 | 4× 2×             | Jegyzőkönyv | 3× 3×             | Arena Stožice, Ljubljana Nézőszám: 1500 Játékvezetők: Sigurjónsson, Pétursson (ISL) |

| 2015. október. 17. 18:30 | Larvik HK | 21–27       | Rosztov-Don | Arena Larvik, Larvik Nézőszám: 2015 Játékvezetők: Jurinović, Mrvica (CRO) |
| 2015. október. 17. 18:30 | N. Mørk 6 | (10–14)     | Iljina 9    | Arena Larvik, Larvik Nézőszám: 2015 Játékvezetők: Jurinović, Mrvica (CRO) |
| 2015. október. 17. 18:30 | 3× 3×     | Jegyzőkönyv | 1× 3×       | Arena Larvik, Larvik Nézőszám: 2015 Játékvezetők: Jurinović, Mrvica (CRO) |

| 2015. október. 23. 18:00 | HCM Baia Mare | 29–31       | Larvik HK          | Sala Sporturilor „Lascăr Pană”, Nagybánya Nézőszám: 2500 Játékvezetők: Brunovský, Čanda (SVK) |
| 2015. október. 23. 18:00 | Pineau 8      | (14–19)     | N. Mørk, T. Mørk 9 | Sala Sporturilor „Lascăr Pană”, Nagybánya Nézőszám: 2500 Játékvezetők: Brunovský, Čanda (SVK) |
| 2015. október. 23. 18:00 | 2× 3×         | Jegyzőkönyv | 3× 3×              | Sala Sporturilor „Lascăr Pană”, Nagybánya Nézőszám: 2500 Játékvezetők: Brunovský, Čanda (SVK) |

| 2015. október. 24. 16:00 | Rosztov-Don  | 35–25       | RK Krim Ljubljana | Palace of Sport " Rostov Don", Rostov-on-Don Nézőszám: 3000 Játékvezetők: Panayides, Andreou (CYP) |
| 2015. október. 24. 16:00 | Managarova 9 | (16–12)     | Bajramoszka 6     | Palace of Sport " Rostov Don", Rostov-on-Don Nézőszám: 3000 Játékvezetők: Panayides, Andreou (CYP) |
| 2015. október. 24. 16:00 | 2× 3×        | Jegyzőkönyv | 3× 3×             | Palace of Sport " Rostov Don", Rostov-on-Don Nézőszám: 3000 Játékvezetők: Panayides, Andreou (CYP) |

| 2015. október. 30. 18:00 | RK Krim Ljubljana | 21–37       | Larvik HK  | Arena Stožice, Ljubljana Nézőszám: 1000 Játékvezetők: Vranes, Wenninger (AUT) |
| 2015. október. 30. 18:00 | Barič 5           | (10–21)     | Kurtović 8 | Arena Stožice, Ljubljana Nézőszám: 1000 Játékvezetők: Vranes, Wenninger (AUT) |
| 2015. október. 30. 18:00 | 5× 3×             | Jegyzőkönyv | 3× 2×      | Arena Stožice, Ljubljana Nézőszám: 1000 Játékvezetők: Vranes, Wenninger (AUT) |

| 2015. október. 30. 18:00 | HCM Baia Mare | 20–22       | Rosztov-Don      | Sala Sporturilor „Lascăr Pană”, Nagybánya Nézőszám: 2000 Játékvezetők: Marín, García (ESP) |
| 2015. október. 30. 18:00 | Abbingh 6     | (10–13)     | 'három játékos 5 | Sala Sporturilor „Lascăr Pană”, Nagybánya Nézőszám: 2000 Játékvezetők: Marín, García (ESP) |
| 2015. október. 30. 18:00 | 3× 3× 1×      | Jegyzőkönyv | 2× 3×            | Sala Sporturilor „Lascăr Pană”, Nagybánya Nézőszám: 2000 Játékvezetők: Marín, García (ESP) |

| 2015. november. 07. 17:00 | Rosztov-Don  | 27–26       | HCM Baia Mare | Palace of Sport " Rostov Don", Rostov-on-Don Nézőszám: 2500 Játékvezetők: Krkacev, Kolevski (MKD) |
| 2015. november. 07. 17:00 | Managarova 6 | (14–15)     | Pineau 10     | Palace of Sport " Rostov Don", Rostov-on-Don Nézőszám: 2500 Játékvezetők: Krkacev, Kolevski (MKD) |
| 2015. november. 07. 17:00 | 2× 3×        | Jegyzőkönyv | 4× 3×         | Palace of Sport " Rostov Don", Rostov-on-Don Nézőszám: 2500 Játékvezetők: Krkacev, Kolevski (MKD) |

| 2015. november. 07. 18:30 | Larvik HK   | 32–28       | RK Krim Ljubljana | Arena Larvik, Larvik Nézőszám: 1710 Játékvezetők: Horváth, Marton (HUN) |
| 2015. november. 07. 18:30 | Kurtović 10 | (17–15)     | Omoregie 9        | Arena Larvik, Larvik Nézőszám: 1710 Játékvezetők: Horváth, Marton (HUN) |
| 2015. november. 07. 18:30 | 3× 3×       | Jegyzőkönyv | 5× 3×             | Arena Larvik, Larvik Nézőszám: 1710 Játékvezetők: Horváth, Marton (HUN) |

| 2015. november. 14. 18:00 | Rosztov-Don            | 26–25       | Larvik HK   | Palace of Sport " Rostov Don", Rostov-on-Don Nézőszám: 2500 Játékvezetők: Konjičanin, Konjičanin (BIH) |
| 2015. november. 14. 18:00 | Makejeva, Managarova 5 | (15–14)     | Breistøl 13 | Palace of Sport " Rostov Don", Rostov-on-Don Nézőszám: 2500 Játékvezetők: Konjičanin, Konjičanin (BIH) |
| 2015. november. 14. 18:00 | 3× 3×                  | Jegyzőkönyv | 2× 3×       | Palace of Sport " Rostov Don", Rostov-on-Don Nézőszám: 2500 Játékvezetők: Konjičanin, Konjičanin (BIH) |

| 2015. november. 14. 18:00 | HCM Baia Mare | 35–28       | RK Krim Ljubljana | Sala Sporturilor „Lascăr Pană”, Nagybánya Nézőszám: 2000 Játékvezetők: Brkic, Jusufhodzic (AUT) |
| 2015. november. 14. 18:00 | Pineau 9      | (16–14)     | Omoregie 10       | Sala Sporturilor „Lascăr Pană”, Nagybánya Nézőszám: 2000 Játékvezetők: Brkic, Jusufhodzic (AUT) |
| 2015. november. 14. 18:00 | 4× 3×         | Jegyzőkönyv | 1× 3×             | Sala Sporturilor „Lascăr Pană”, Nagybánya Nézőszám: 2000 Játékvezetők: Brkic, Jusufhodzic (AUT) |

| 2015. november. 20. 18:00 | RK Krim Ljubljana | 31–36       | Rosztov-Don | Arena Stožice, Ljubljana Nézőszám: 500 Játékvezetők: Schulze, Tönnies (GER) |
| 2015. november. 20. 18:00 | Barič 8           | (14–18)     | Iljina 7    | Arena Stožice, Ljubljana Nézőszám: 500 Játékvezetők: Schulze, Tönnies (GER) |
| 2015. november. 20. 18:00 | 2× 3×             | Jegyzőkönyv | 6× 3×       | Arena Stožice, Ljubljana Nézőszám: 500 Játékvezetők: Schulze, Tönnies (GER) |

| 2015. november. 21. 18:30 | Larvik HK  | 27–22       | HCM Baia Mare     | Arena Larvik, Larvik Nézőszám: 1873 Játékvezetők: Bounouara, Sami (FRA) |
| 2015. november. 21. 18:30 | N. Mørk 11 | (12–12)     | Abbingh, Pineau 4 | Arena Larvik, Larvik Nézőszám: 1873 Játékvezetők: Bounouara, Sami (FRA) |
| 2015. november. 21. 18:30 | 3× 3×      | Jegyzőkönyv | 3× 3×             | Arena Larvik, Larvik Nézőszám: 1873 Játékvezetők: Bounouara, Sami (FRA) |

### B csoport
| #  | Csapat                  | M | Gy | D | V | G+  | G–  | Gk  | P  |
| -- | ----------------------- | - | -- | - | - | --- | --- | --- | -- |
| 1. | FTC-Rail Cargo Hungaria | 6 | 5  | 1 | 0 | 181 | 146 | +35 | 11 |
| 2. | Fleury Loiret HB        | 6 | 2  | 3 | 1 | 144 | 149 | –5  | 7  |
| 3. | Thüringer HC            | 6 | 2  | 1 | 3 | 159 | 156 | +3  | 5  |
| 4. | RK Podravka Koprivnica  | 6 | 0  | 1 | 5 | 117 | 150 | –33 | 1  |

| 2015. október. 18. 14:00 | Thüringer HC      | 27–27       | Fleury Loiret HB | Wiedigsburghalle, Nordhausen Nézőszám: 1600 Játékvezetők: Arntsen, Røen (NOR) |
| 2015. október. 18. 14:00 | Buceschi, Huber 5 | (15–15)     | Niombla 7        | Wiedigsburghalle, Nordhausen Nézőszám: 1600 Játékvezetők: Arntsen, Røen (NOR) |
| 2015. október. 18. 14:00 | 4× 3×             | Jegyzőkönyv | 3× 2×            | Wiedigsburghalle, Nordhausen Nézőszám: 1600 Játékvezetők: Arntsen, Røen (NOR) |

| 2015. október. 18. 17:15 | FTC-Rail Cargo Hungaria | 28–16       | RK Podravka Koprivnica | OBO Aréna, Dabas Nézőszám: 2498 Játékvezetők: Vitaku, Vitaku (Kosovo) |
| 2015. október. 18. 17:15 | Szekercés 7             | (13–5)      | Krsnik 4               | OBO Aréna, Dabas Nézőszám: 2498 Játékvezetők: Vitaku, Vitaku (Kosovo) |
| 2015. október. 18. 17:15 | 1× 3×                   | Jegyzőkönyv | 2× 3×                  | OBO Aréna, Dabas Nézőszám: 2498 Játékvezetők: Vitaku, Vitaku (Kosovo) |

| 2015. október. 25. 15:15 | Fleury Loiret HB | 28–28       | FTC-Rail Cargo Hungaria | Gymnase Albert Auger, Loiret Nézőszám: 2300 Játékvezetők: Kijauskaitė, Žalienė (LTU) |
| 2015. október. 25. 15:15 | Barbosa 11       | (14–11)     | Pena 5                  | Gymnase Albert Auger, Loiret Nézőszám: 2300 Játékvezetők: Kijauskaitė, Žalienė (LTU) |
| 2015. október. 25. 15:15 | 2× 3×            | Jegyzőkönyv | 4× 3×                   | Gymnase Albert Auger, Loiret Nézőszám: 2300 Játékvezetők: Kijauskaitė, Žalienė (LTU) |

| 2015. október. 25. 17:25 | RK Podravka Koprivnica | 21–27       | Thüringer HC      | Fran Galović, Koprivnica Nézőszám: 2000 Játékvezetők: Freitas, Carvalho (POR) |
| 2015. október. 25. 17:25 | Dežić, Milošević 5     | (13–11)     | Buceschi, Huber 7 | Fran Galović, Koprivnica Nézőszám: 2000 Játékvezetők: Freitas, Carvalho (POR) |
| 2015. október. 25. 17:25 | 5× 3×                  | Jegyzőkönyv | 4× 2× 1×          | Fran Galović, Koprivnica Nézőszám: 2000 Játékvezetők: Freitas, Carvalho (POR) |

| 2015. november. 01. 14:00 | Thüringer HC | 27–30       | FTC-Rail Cargo Hungaria | Wiedigsburghalle, Nordhausen Nézőszám: 1900 Játékvezetők: Marić, Mašić (SRB) |
| 2015. november. 01. 14:00 | Huber 7      | (13–18)     | Szucsánszki 8           | Wiedigsburghalle, Nordhausen Nézőszám: 1900 Játékvezetők: Marić, Mašić (SRB) |
| 2015. november. 01. 14:00 | 3× 3×        | Jegyzőkönyv | 5× 3×                   | Wiedigsburghalle, Nordhausen Nézőszám: 1900 Játékvezetők: Marić, Mašić (SRB) |

| 2015. november. 01. 17:30 | RK Podravka Koprivnica | 20–20       | Fleury Loiret HB | Fran Galović, Koprivnica Nézőszám: 2000 Játékvezetők: Brunner, Salah (SUI) |
| 2015. november. 01. 17:30 | Dežić, Franković 5     | (11–13)     | Barbosa 8        | Fran Galović, Koprivnica Nézőszám: 2000 Játékvezetők: Brunner, Salah (SUI) |
| 2015. november. 01. 17:30 | 4× 3×                  | Jegyzőkönyv | 4× 2×            | Fran Galović, Koprivnica Nézőszám: 2000 Játékvezetők: Brunner, Salah (SUI) |

| 2015. november. 07. 18:00 | FTC-Rail Cargo Hungaria | 32–28       | Thüringer HC | SYMA Rendezvényközpont, Budapest Nézőszám: 3000 Játékvezetők: Lah, Sok (SLO) |
| 2015. november. 07. 18:00 | Pena 5                  | (19–12)     | Luzumová 6   | SYMA Rendezvényközpont, Budapest Nézőszám: 3000 Játékvezetők: Lah, Sok (SLO) |
| 2015. november. 07. 18:00 | 3× 3×                   | Jegyzőkönyv | 4× 3×        | SYMA Rendezvényközpont, Budapest Nézőszám: 3000 Játékvezetők: Lah, Sok (SLO) |

| 2015. november. 08. 17:30 | Fleury Loiret HB | 19–17       | RK Podravka Koprivnica | Gymnase Albert Auger, Loiret Nézőszám: 2400 Játékvezetők: Stenrand, Birch (DEN) |
| 2015. november. 08. 17:30 | Niombla 5        | (11–6)      | Krsnik 5               | Gymnase Albert Auger, Loiret Nézőszám: 2400 Játékvezetők: Stenrand, Birch (DEN) |
| 2015. november. 08. 17:30 | 6× 3×            | Jegyzőkönyv | 1× 3×                  | Gymnase Albert Auger, Loiret Nézőszám: 2400 Játékvezetők: Stenrand, Birch (DEN) |

| 2015. november. 15. 17:25 | RK Podravka Koprivnica | 24–27       | FTC-Rail Cargo Hungaria | Fran Galović, Koprivnica Nézőszám: 2195 Játékvezetők: Năstase, Stancu (ROU) |
| 2015. november. 15. 17:25 | Franković 5            | (12–16)     | Szucsánszki 6           | Fran Galović, Koprivnica Nézőszám: 2195 Játékvezetők: Năstase, Stancu (ROU) |
| 2015. november. 15. 17:25 | 5× 3×                  | Jegyzőkönyv | 5× 3×                   | Fran Galović, Koprivnica Nézőszám: 2195 Játékvezetők: Năstase, Stancu (ROU) |

| 2016. január 6. 19:00 | Fleury Loiret HB | 27–21       | Thüringer HC | Gymnase Albert Auger, Loiret Nézőszám: 2000 Játékvezetők: Ilieva, Karbeska (MKD) |
| 2016. január 6. 19:00 | Niombla 9        | (10–12)     | Snelder 6    | Gymnase Albert Auger, Loiret Nézőszám: 2000 Játékvezetők: Ilieva, Karbeska (MKD) |
| 2016. január 6. 19:00 | 2× 3×            | Jegyzőkönyv | 3× 3×        | Gymnase Albert Auger, Loiret Nézőszám: 2000 Játékvezetők: Ilieva, Karbeska (MKD) |

| 2015. november. 21. 14:00 | Thüringer HC | 29–19       | RK Podravka Koprivnica | Wiedigsburghalle, Nordhausen Nézőszám: 1600 Játékvezetők: Kiyashko, Kiselev (RUS) |
| 2015. november. 21. 14:00 | Buceschi 8   | (13–6)      | Nemaškalo 5            | Wiedigsburghalle, Nordhausen Nézőszám: 1600 Játékvezetők: Kiyashko, Kiselev (RUS) |
| 2015. november. 21. 14:00 | 3× 3×        | Jegyzőkönyv | 3× 3×                  | Wiedigsburghalle, Nordhausen Nézőszám: 1600 Játékvezetők: Kiyashko, Kiselev (RUS) |

| 2015. november. 22. 17:00 | FTC-Rail Cargo Hungaria | 36–23       | Fleury Loiret HB   | SYMA Rendezvényközpont, Budapest Nézőszám: 2800 Játékvezetők: Brunovský, Čanda (SVK) |
| 2015. november. 22. 17:00 | Zácsik 11               | (24–12)     | Barbosa, Niombla 5 | SYMA Rendezvényközpont, Budapest Nézőszám: 2800 Játékvezetők: Brunovský, Čanda (SVK) |
| 2015. november. 22. 17:00 | 4× 3×                   | Jegyzőkönyv | 3× 3×              | SYMA Rendezvényközpont, Budapest Nézőszám: 2800 Játékvezetők: Brunovský, Čanda (SVK) |

### C csoport
| #  | Csapat                  | M | Gy | D | V | G+  | G–  | Gk  | P |
| -- | ----------------------- | - | -- | - | - | --- | --- | --- | - |
| 1. | Győri Audi ETO KC       | 6 | 4  | 1 | 1 | 164 | 134 | +30 | 9 |
| 2. | ŽRK Vardar Szkopje      | 6 | 4  | 0 | 2 | 182 | 144 | +38 | 8 |
| 3. | FC Midtjylland Håndbold | 6 | 3  | 1 | 2 | 153 | 149 | +4  | 7 |
| 4. | Hypo Niederösterreich   | 6 | 0  | 0 | 6 | 135 | 207 | –72 | 0 |

| 2015. október. 17. 20:15 | ŽRK Vardar Szkopje | 22–27       | Győri Audi ETO KC | Jane Sandanski Arena, Skopje Nézőszám: 3800 Játékvezetők: Marín, García (ESP) |
| 2015. október. 17. 20:15 | Sokač 5            | (10–13)     | Kovacsics 6       | Jane Sandanski Arena, Skopje Nézőszám: 3800 Játékvezetők: Marín, García (ESP) |
| 2015. október. 17. 20:15 | 2× 3×              | Jegyzőkönyv | 4× 3× 1×          | Jane Sandanski Arena, Skopje Nézőszám: 3800 Játékvezetők: Marín, García (ESP) |

| 2015. október. 18. 15:10 | FC Midtjylland Håndbold | 33–21       | Hypo Niederösterreich | Ikast-Brande Arena, Ikast Nézőszám: 1227 Játékvezetők: Mitrović, Vešović (MNE) |
| 2015. október. 18. 15:10 | Jensen 9                | (14–11)     | Kovács 6              | Ikast-Brande Arena, Ikast Nézőszám: 1227 Játékvezetők: Mitrović, Vešović (MNE) |
| 2015. október. 18. 15:10 | 1× 3×                   | Jegyzőkönyv | 3× 3×                 | Ikast-Brande Arena, Ikast Nézőszám: 1227 Játékvezetők: Mitrović, Vešović (MNE) |

| 2015. október. 24. 20:15 | Hypo Niederösterreich | 25–38       | ŽRK Vardar Szkopje | Bundessport- und Freizeitzentrum Südstadt, Maria Enzersdorf Nézőszám: 1100 Játékvezetők: Alpaidze, Berezkina (RUS) |
| 2015. október. 24. 20:15 | Tóthová 6             | (9–22)      | négy játékos 4     | Bundessport- und Freizeitzentrum Südstadt, Maria Enzersdorf Nézőszám: 1100 Játékvezetők: Alpaidze, Berezkina (RUS) |
| 2015. október. 24. 20:15 | 5× 3× 1×              | Jegyzőkönyv | 4× 3×              | Bundessport- und Freizeitzentrum Südstadt, Maria Enzersdorf Nézőszám: 1100 Játékvezetők: Alpaidze, Berezkina (RUS) |

| 2015. október. 25. 19:00 | Győri Audi ETO KC | 21–26       | FC Midtjylland Håndbold | Audi Aréna, Győr Nézőszám: 4617 Játékvezetők: Rakytina, Tkachuk (UKR) |
| 2015. október. 25. 19:00 | Görbicz 5         | (11–11)     | Burgaard 8              | Audi Aréna, Győr Nézőszám: 4617 Játékvezetők: Rakytina, Tkachuk (UKR) |
| 2015. október. 25. 19:00 | 2× 3×             | Jegyzőkönyv | 6× 3×                   | Audi Aréna, Győr Nézőszám: 4617 Játékvezetők: Rakytina, Tkachuk (UKR) |

| 2015. október. 31. 20:15 | Hypo Niederösterreich | 21–29       | Győri Audi ETO KC  | Bundessport- und Freizeitzentrum Südstadt, Maria Enzersdorf Nézőszám: 900 Játékvezetők: Schulze, Tönnies (GER) |
| 2015. október. 31. 20:15 | Tóthová 10            | (6–15)      | Planéta, Sulland 4 | Bundessport- und Freizeitzentrum Südstadt, Maria Enzersdorf Nézőszám: 900 Játékvezetők: Schulze, Tönnies (GER) |
| 2015. október. 31. 20:15 | 4× 2×                 | Jegyzőkönyv | 2× 3×              | Bundessport- und Freizeitzentrum Südstadt, Maria Enzersdorf Nézőszám: 900 Játékvezetők: Schulze, Tönnies (GER) |

| 2015. november. 01. 15:15 | ŽRK Vardar Szkopje | 33–24       | FC Midtjylland Håndbold | Jane Sandanski Arena, Skopje Nézőszám: 3000 Játékvezetők: Florescu, Stoia (ROU) |
| 2015. november. 01. 15:15 | Penezić 10         | (16–8)      | Jensen 5                | Jane Sandanski Arena, Skopje Nézőszám: 3000 Játékvezetők: Florescu, Stoia (ROU) |
| 2015. november. 01. 15:15 | 2× 3×              | Jegyzőkönyv | 3×                      | Jane Sandanski Arena, Skopje Nézőszám: 3000 Játékvezetők: Florescu, Stoia (ROU) |

| 2015. november. 08. 17:00 | FC Midtjylland Håndbold | 15–25       | ŽRK Vardar Szkopje | Ikast-Brande Arena, Ikast Nézőszám: 1720 Játékvezetők: Bonaventura, Bonaventura (FRA) |
| 2015. november. 08. 17:00 | Ahlm, Burgaard 3        | (11–12)     | Lekić              | Ikast-Brande Arena, Ikast Nézőszám: 1720 Játékvezetők: Bonaventura, Bonaventura (FRA) |
| 2015. november. 08. 17:00 | 2× 3×                   | Jegyzőkönyv | 2× 3×              | Ikast-Brande Arena, Ikast Nézőszám: 1720 Játékvezetők: Bonaventura, Bonaventura (FRA) |

| 2015. november. 08. 17:00 | Győri Audi ETO KC | 37–16       | Hypo Niederösterreich | Audi Aréna, Győr Nézőszám: 4491 Játékvezetők: Brehmer, Skowronek (POL) |
| 2015. november. 08. 17:00 | Løke, Tomori 7    | (17–9)      | Tóthová 3             | Audi Aréna, Győr Nézőszám: 4491 Játékvezetők: Brehmer, Skowronek (POL) |
| 2015. november. 08. 17:00 | 2× 2×             | Jegyzőkönyv | 1× 3×                 | Audi Aréna, Győr Nézőszám: 4491 Játékvezetők: Brehmer, Skowronek (POL) |

| 2015. november. 13. 20:25 | Hypo Niederösterreich | 27–33       | FC Midtjylland Håndbold | Bundessport- und Freizeitzentrum Südstadt, Maria Enzersdorf Nézőszám: 800 Játékvezetők: Kijauskaitė, Žalienė (LTU) |
| 2015. november. 13. 20:25 | Tóthová 7             | (10–16)     | Bøgelund 8              | Bundessport- und Freizeitzentrum Südstadt, Maria Enzersdorf Nézőszám: 800 Játékvezetők: Kijauskaitė, Žalienė (LTU) |
| 2015. november. 13. 20:25 | 2× 3×                 | Jegyzőkönyv | 4× 3×                   | Bundessport- und Freizeitzentrum Südstadt, Maria Enzersdorf Nézőszám: 800 Játékvezetők: Kijauskaitė, Žalienė (LTU) |

| 2015. november. 14. 16:30 | Győri Audi ETO KC | 28–27       | ŽRK Vardar Szkopje | Audi Aréna, Győr Nézőszám: 5089 Játékvezetők: Brunner, Salah (SUI) |
| 2015. november. 14. 16:30 | Görbicz 8         | (14–17)     | 'három játékos 4   | Audi Aréna, Győr Nézőszám: 5089 Játékvezetők: Brunner, Salah (SUI) |
| 2015. november. 14. 16:30 | 5× 3× 1×          | Jegyzőkönyv | 6× 3× 1×           | Audi Aréna, Győr Nézőszám: 5089 Játékvezetők: Brunner, Salah (SUI) |

| 2015. november. 21. 17:30 | ŽRK Vardar Szkopje | 37–25       | Hypo Niederösterreich | Jane Sandanski Arena, Skopje Nézőszám: 2500 Játékvezetők: Mandák, Rudinský (SVK) |
| 2015. november. 21. 17:30 | Lekić 9            | (15–14)     | Thurner 6             | Jane Sandanski Arena, Skopje Nézőszám: 2500 Játékvezetők: Mandák, Rudinský (SVK) |
| 2015. november. 21. 17:30 | 1× 2×              | Jegyzőkönyv | 4× 2×                 | Jane Sandanski Arena, Skopje Nézőszám: 2500 Játékvezetők: Mandák, Rudinský (SVK) |

| 2015. november. 22. 15:10 | FC Midtjylland Håndbold | 22–22       | Győri Audi ETO KC | Ikast-Brande Arena, Ikast Nézőszám: 1843 Játékvezetők: Nikolić, Stojković (SRB) |
| 2015. november. 22. 15:10 | Jørgensen, Woller 5     | (12–10)     | Amorim, Görbicz 5 | Ikast-Brande Arena, Ikast Nézőszám: 1843 Játékvezetők: Nikolić, Stojković (SRB) |
| 2015. november. 22. 15:10 | 2× 3×                   | Jegyzőkönyv | 5× 3×             | Ikast-Brande Arena, Ikast Nézőszám: 1843 Játékvezetők: Nikolić, Stojković (SRB) |

### D csoport
| #  | Csapat                  | M | Gy | D | V | G+  | G–  | Gk  | P  |
| -- | ----------------------- | - | -- | - | - | --- | --- | --- | -- |
| 1. | ŽRK Budućnost Podgorica | 6 | 5  | 1 | 0 | 169 | 131 | +38 | 11 |
| 2. | CSM București           | 6 | 4  | 1 | 1 | 163 | 138 | +25 | 9  |
| 3. | IK Sävehof              | 6 | 2  | 0 | 4 | 138 | 158 | –20 | 4  |
| 4. | MKS Selgros Lublin      | 6 | 0  | 0 | 6 | 141 | 184 | –43 | 0  |

| 2015. október. 16. 18:00 | CSM București   | 33–21       | MKS Selgros Lublin | Sala Polivalentă, Bukarest Nézőszám: 3500 Játékvezetők: Ilieva, Karbeska (MKD) |
| 2015. október. 16. 18:00 | három játékos 6 | (14–13)     | Gega, Niedźwiedź 5 | Sala Polivalentă, Bukarest Nézőszám: 3500 Játékvezetők: Ilieva, Karbeska (MKD) |
| 2015. október. 16. 18:00 | 3× 3×           | Jegyzőkönyv | 2× 3×              | Sala Polivalentă, Bukarest Nézőszám: 3500 Játékvezetők: Ilieva, Karbeska (MKD) |

| 2015. október. 18. 19:00 | ŽRK Budućnost Podgorica | 33–20       | IK Sävehof | Morača Sports Center, Podgorica Nézőszám: 3500 Játékvezetők: Krkacev, Kolevski (MKD) |
| 2015. október. 18. 19:00 | Mehmedović 6            | (17–8)      | Eriksson 5 | Morača Sports Center, Podgorica Nézőszám: 3500 Játékvezetők: Krkacev, Kolevski (MKD) |
| 2015. október. 18. 19:00 | 2× 3×                   | Jegyzőkönyv | 3× 3×      | Morača Sports Center, Podgorica Nézőszám: 3500 Játékvezetők: Krkacev, Kolevski (MKD) |

| 2015. október. 23. 18:00 | MKS Selgros Lublin | 23–31       | ŽRK Budućnost Podgorica | Hala Sportowo-Widowiskowa „Globus”, Lublin Nézőszám: 2850 Játékvezetők: Brkic, Jusufhodzic (AUT) |
| 2015. október. 23. 18:00 | Niedźwiedź 8       | (13–17)     | Neagu 9                 | Hala Sportowo-Widowiskowa „Globus”, Lublin Nézőszám: 2850 Játékvezetők: Brkic, Jusufhodzic (AUT) |
| 2015. október. 23. 18:00 | 3× 3×              | Jegyzőkönyv | 5× 3×                   | Hala Sportowo-Widowiskowa „Globus”, Lublin Nézőszám: 2850 Játékvezetők: Brkic, Jusufhodzic (AUT) |

| 2015. október. 23. 19:00 | IK Sävehof  | 17–28       | CSM București | Partillebohallen, Partille Nézőszám: 1305 Játékvezetők: Mandák, Rudinský (SVK) |
| 2015. október. 23. 19:00 | Mellegard 4 | (9–13)      | Jørgensen 7   | Partillebohallen, Partille Nézőszám: 1305 Játékvezetők: Mandák, Rudinský (SVK) |
| 2015. október. 23. 19:00 | 4× 3×       | Jegyzőkönyv | 2× 3×         | Partillebohallen, Partille Nézőszám: 1305 Játékvezetők: Mandák, Rudinský (SVK) |

| 2015. október. 30. 18:00 | MKS Selgros Lublin | 21–34       | IK Sävehof       | Hala Sportowo-Widowiskowa „Globus”, Lublin Nézőszám: 2200 Játékvezetők: Horváth, Marton (HUN) |
| 2015. október. 30. 18:00 | Repelewska 6       | (10–17)     | Ekenman-Fernis 6 | Hala Sportowo-Widowiskowa „Globus”, Lublin Nézőszám: 2200 Játékvezetők: Horváth, Marton (HUN) |
| 2015. október. 30. 18:00 | 2×                 | Jegyzőkönyv | 3× 3×            | Hala Sportowo-Widowiskowa „Globus”, Lublin Nézőszám: 2200 Játékvezetők: Horváth, Marton (HUN) |

| 2015. november. 01. 19:00 | CSM București | 22–28       | ŽRK Budućnost Podgorica | Sala Polivalentă, Bukarest Nézőszám: 4500 Játékvezetők: Erdoğan, Özdeniz (TUR) |
| 2015. november. 01. 19:00 | Rodrigues     | (11–15)     | Neagu 9                 | Sala Polivalentă, Bukarest Nézőszám: 4500 Játékvezetők: Erdoğan, Özdeniz (TUR) |
| 2015. november. 01. 19:00 | 3×            | Jegyzőkönyv | 3× 3×                   | Sala Polivalentă, Bukarest Nézőszám: 4500 Játékvezetők: Erdoğan, Özdeniz (TUR) |

| 2015. november. 06. 19:00 | IK Sävehof | 27–24       | MKS Selgros Lublin | Partillebohallen, Partille Nézőszám: 1355 Játékvezetők: Antić, Jakovljević (SRB) |
| 2015. november. 06. 19:00 | Eriksson 8 | (14–11)     | Niedźwiedź 8       | Partillebohallen, Partille Nézőszám: 1355 Játékvezetők: Antić, Jakovljević (SRB) |
| 2015. november. 06. 19:00 | 3× 3×      | Jegyzőkönyv | 4× 3×              | Partillebohallen, Partille Nézőszám: 1355 Játékvezetők: Antić, Jakovljević (SRB) |

| 2015. november. 08. 19:00 | ŽRK Budućnost Podgorica | 23–23       | CSM București | Morača Sports Center, Podgorica Nézőszám: 3500 Játékvezetők: Zotin, Volodkov (RUS) |
| 2015. november. 08. 19:00 | Bulatović 8             | (12–13)     | Gulldén 7     | Morača Sports Center, Podgorica Nézőszám: 3500 Játékvezetők: Zotin, Volodkov (RUS) |
| 2015. november. 08. 19:00 | 3×                      | Jegyzőkönyv | 4× 3× 1×      | Morača Sports Center, Podgorica Nézőszám: 3500 Játékvezetők: Zotin, Volodkov (RUS) |

| 2015. november. 13. 19:00 | MKS Selgros Lublin | 27–30       | CSM București | Hala Sportowo-Widowiskowa „Globus”, Lublin Nézőszám: 1800 Játékvezetők: Tzaferopoulos, Bethmann (GRE) |
| 2015. november. 13. 19:00 | Niedźwiedź 7       | (13–15)     | Gulldén 8     | Hala Sportowo-Widowiskowa „Globus”, Lublin Nézőszám: 1800 Játékvezetők: Tzaferopoulos, Bethmann (GRE) |
| 2015. november. 13. 19:00 | 3× 2×              | Jegyzőkönyv | 1× 3×         | Hala Sportowo-Widowiskowa „Globus”, Lublin Nézőszám: 1800 Játékvezetők: Tzaferopoulos, Bethmann (GRE) |

| 2015. november. 15. 17:00 | IK Sävehof       | 18–25       | ŽRK Budućnost Podgorica | Partillebohallen, Partille Nézőszám: 860 Játékvezetők: Arntsen, Røen (NOR) |
| 2015. november. 15. 17:00 | Eriksson, Sand 5 | (11–14)     | Bulatović 6             | Partillebohallen, Partille Nézőszám: 860 Játékvezetők: Arntsen, Røen (NOR) |
| 2015. november. 15. 17:00 | 2× 2×            | Jegyzőkönyv | 3× 3×                   | Partillebohallen, Partille Nézőszám: 860 Játékvezetők: Arntsen, Røen (NOR) |

| 2015. november. 20. 18:00 | CSM București | 27–22       | IK Sävehof       | Sala Polivalentă, Bukarest Nézőszám: 1800 Játékvezetők: Alpaidze, Berezkina (RUS) |
| 2015. november. 20. 18:00 | Gulldén 6     | (13–9)      | Ekenman-Fernis 7 | Sala Polivalentă, Bukarest Nézőszám: 1800 Játékvezetők: Alpaidze, Berezkina (RUS) |
| 2015. november. 20. 18:00 | 3× 1×         | Jegyzőkönyv | 2× 2×            | Sala Polivalentă, Bukarest Nézőszám: 1800 Játékvezetők: Alpaidze, Berezkina (RUS) |

| 2015. november. 20. 18:00 | ŽRK Budućnost Podgorica | 29–25       | MKS Selgros Lublin  | Morača Sports Center, Podgorica Nézőszám: 1500 Játékvezetők: Rakytina, Tkachuk (UKR) |
| 2015. november. 20. 18:00 | Bulatović, Neagu 8      | (12–13)     | Da Silva Quintino 6 | Morača Sports Center, Podgorica Nézőszám: 1500 Játékvezetők: Rakytina, Tkachuk (UKR) |
| 2015. november. 20. 18:00 | 3× 3×                   | Jegyzőkönyv | 1× 3×               | Morača Sports Center, Podgorica Nézőszám: 1500 Játékvezetők: Rakytina, Tkachuk (UKR) |